# 延斯·多贝尔许茨
延斯·多贝尔许茨（德語：Jens Doberschütz，1957年10月5日—），德国男子赛艇运动员。他曾代表东德参加1980年夏季奥林匹克运动会赛艇比赛，获得男子八人单桨有舵手金牌。